# Marta Orellana
Marta Orellana, född 29 december 1973, är en argentinsk friidrottare. Hon deltog vid olympiska sommarspelen 1996.